# ناحية كملا
ناحية كُمِلَّا (بالبنغالية: কুমিল্লা জেলা)‏ هي منطقة في بنغلاديش، تقع على بعد حوالي 100 كيلومتر جنوب شرق دكا. يحدها منطقتي براهمانباريا ونارايانجانج من الشمال، وترايبورا في الهند من الشرق، ومقاطعات مونشيجانج وتشاندبور من الغرب. تقع منطقة كُمِلَّا في الجزء الجنوبي الشرقي من بنغلاديش. وعاصمتها كُمِلَّا.